# Live from City Winery Nashville
Live from City Winery Nashville è un album dal vivo della cantante statunitense Sara Evans, pubblicato nel 2019.

## Tracce
1. Southern Cross – 6:36 – Crosby, Stills, Nash & Young cover
2. Four-Thirty – 5:44
3. XO – 3:53 – Beyoncé cover
4. Why Not Me – 4:08 – The Judds cover
5. (You Make Me Feel Like) a Natural Woman – 7:46 – Aretha Franklin cover
6. Dreams – 4:30 – Fleetwood Mac cover
7. A Little Bit Stronger – 6:42
8. Otis Redding – 5:08
9. Suds in the Bucket – 5:26
10. So Far Away – 4:21 – Carole King cover
11. Long Ride Home – 3:39 – Patty Griffin cover
12. Long Way Down – 5:30
13. Not Over You – 4:24 – Gavin DeGraw cover
14. As – 5:13 – Stevie Wonder cover
15. Tennessee Whiskey – 5:03 – David Allan Coe cover
16. Born to Fly (featuring Fairground Saints) – 5:31